# Heliometra
Heliometra is een geslacht van haarsterren uit de familie Antedonidae.

## Soort
- Heliometra glacialis (Owen, 1833)